# Madrid Río
Madrid Río är en stadspark i Madrid, byggd längs floden Manzanares passage genom staden efter att ringvägen M-30 lades under jord i området. Projektet leddes av arkitekten Ginés Garrido som vann den internationella idétävlingen som organiserades av Madrids kommunfullmäktige 2005 för att bygga om området.
Tanken bakom projektet var att återställa Manzanaresflodens stränder för att de skulle kunna användas och njutas av medborgarna. Den del av projektet som för närvarande är känd som Madrid Río är den sektion av floden som var omsluten av ringvägen M-30, en väg som isolerade floden mellan motorvägens båda riktningar och utgjorde en barriär mellan två sidor av staden, distriktet Arganzuela på vänster sida och distrikten Latina, Carabanchel och Usera på höger sida. M-30:s förbindelse med motorväg A-5, motorvägen till Extremadura, skilde staden från Casa de Campo, den största parken i Madrid. Projektet innebar nedgrävning av M-30 i detta område utöver den del av A-5 som löpte längs med Casa de Campo.

## Historia

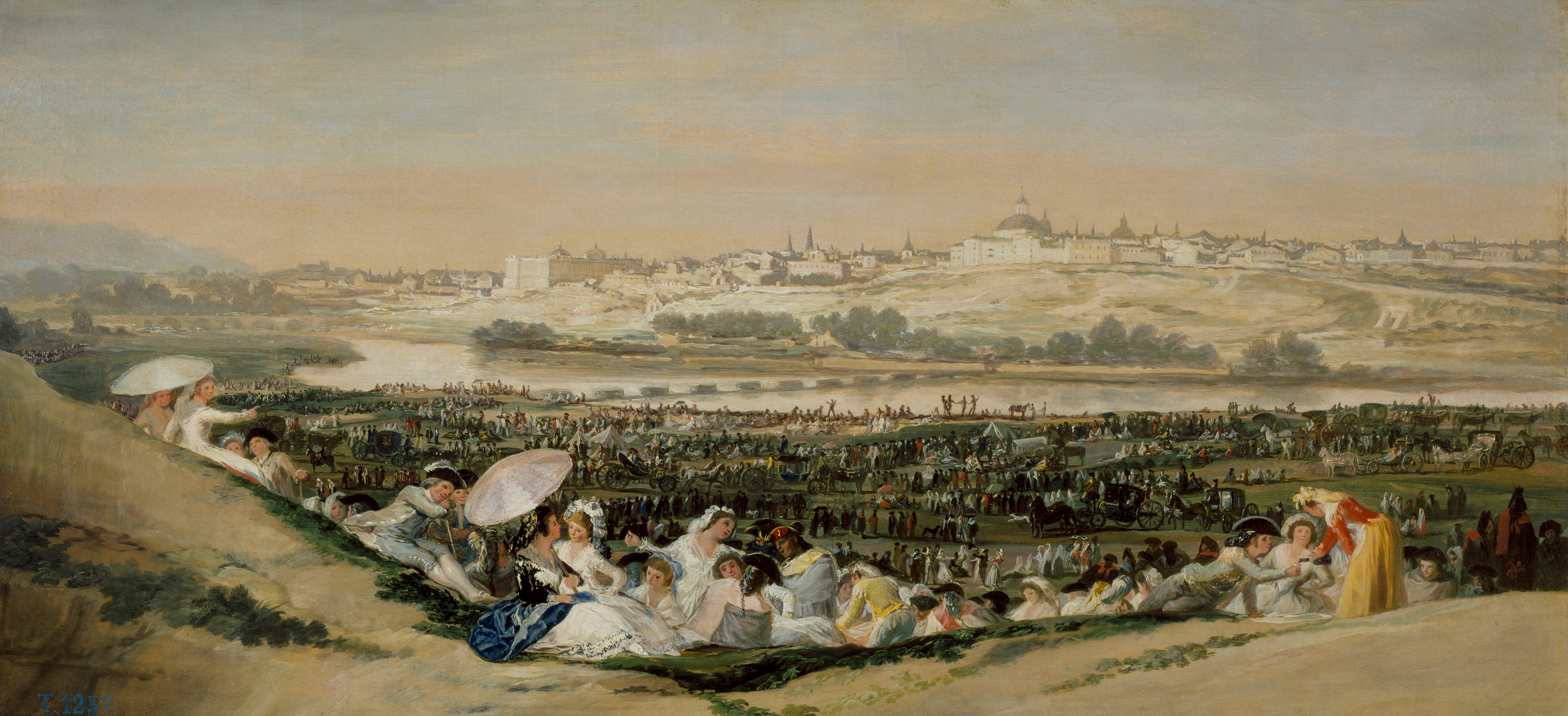
Toledobron porträtterad av Francisco de Goya 1788.

Manzanaresfloden ligger i ett 69 kilometer långt avrinningsområde som börjar på en höjd av 2 258 meter i Sierra de Guadarrama och slutar vid Jaramafloden på 527 meter över havet. Längs vägen tar den emot vatten från mer än trettio bäckar och passerar olika typer av infrastruktur, såsom broar, dammar och reservoarer, och andra som korsar eller begränsar den, såsom vägar, järnvägar och rörledningar.
Variationen i landskapet som den korsar och de många biotoper som den löper genom gör Manzanares till ett unikt element med stora kontraster: från snön i bergen som varar till slutet av våren, till nästan ökenliknande ljunghedar i bergen i söder. Floden har, fram till den senaste stadsförvandlingen, varit svårtillgänglig nästan hela vägen och många gånger blev det ett obekvämt och till och med okänt inslag i landskapet.
Interaktionen mellan de flod och stad har utvecklats genom historien, men fram tills nu har Manzanares inte utmärkt sig som en attraktionsplats för staden, utan snarare som en plats som den har vänt ryggen till.
Från början av 1900-talet, har den del av staden som gränsar till kanalen genomgått en ständig omvandling som till stor del har varit beroende av de operationer som utförts på floden. Under första hälften av 1900-talet kanaliserades floden, när dess stränder fortfarande var praktiskt taget fria från byggnader. Kontroll av vattennivån genom konstruktion av en inklädning av betong- och granit och byggandet av sju dammar, ledde till en snabb utveckling av nya bostadskvarter, vilket skapade en tät bebyggelse och gradvis svetsade ihop de perifera delarna med staden.
Vid tillväxten av Madrid sågs aldrig flodstränderna som en trevlig plats, utan de ignorerades och man undvek dem. De olika topografiska och sociala förhållandena på de två stränderna fick stadsväven att närma sig sina gränser på olika sätt. På högra stranden, från och med 1950, trängdes byggnaderna en bit från stranden och lämnade en smal, stel och rak remsa fritt, som sträcker sig från norr till söder. På den vänstra stranden, tvärtom, förblev den historiska staden avskild från floden, vilket skapade en terräng som försiktigt närmade sig byggnaderna.

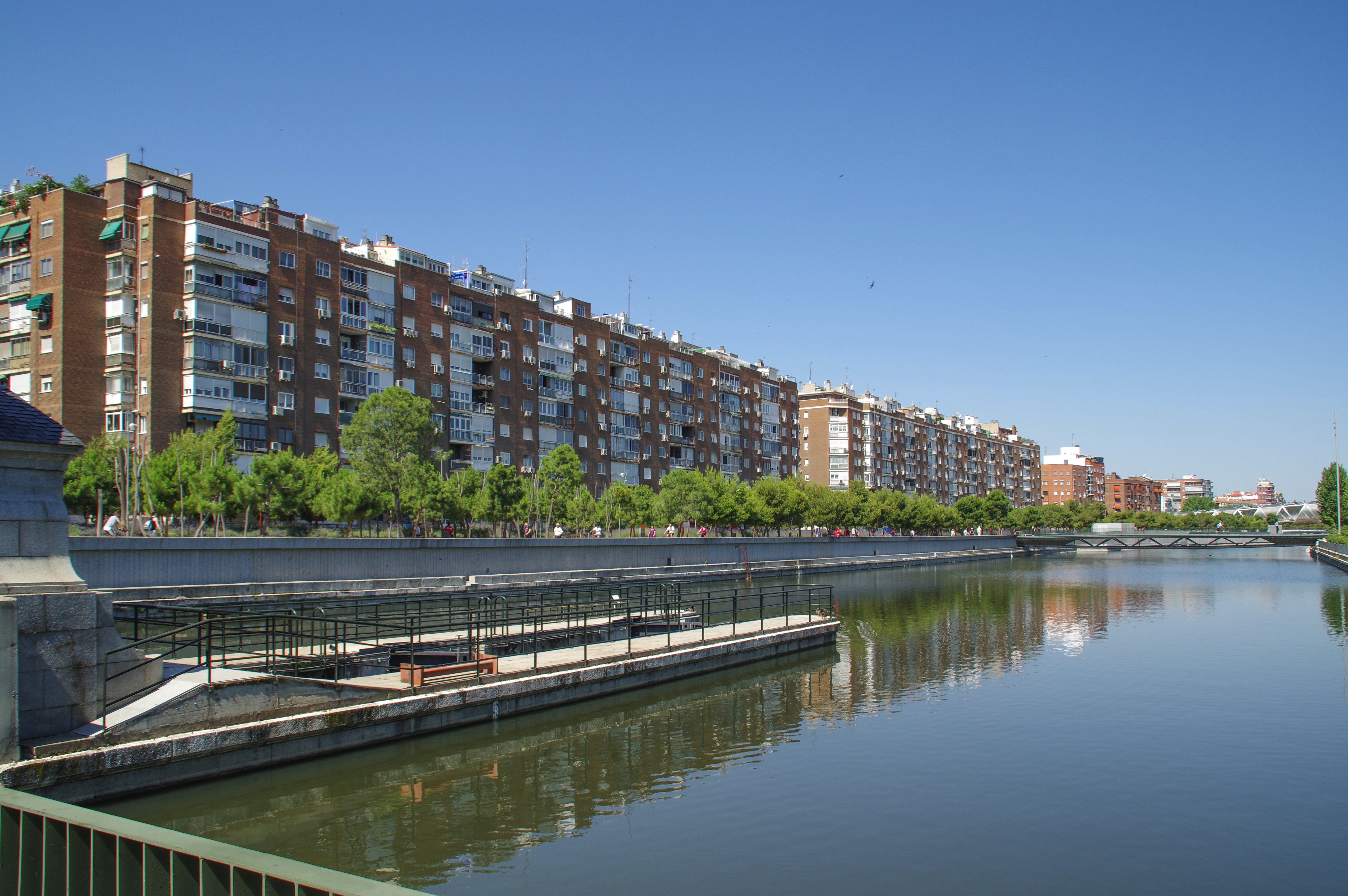
Bostadshus längs floden Manzanares.

Perioden 1970-1979 var en milstolpe för Madrid beträffande floden eftersom, med början från Puente del Rey i söder, på flodens båda stränder byggdes den västra bågen av motorvägen M-30, den första ringleden för staden. Denna undvek stadskärnan och förändrade rörlighet och relationer mellan stadsdelarna, särskilt mellan det centrala området och utkanten av Madrid. Då inte mer utrymme fanns tillgängligt än själva flodstranden, raserade motorvägen fullständigt all vegetation runt floden, och lämnade kvar bara en vattenkanal, inklämd mellan motorvägens två riktningar.
Med byggandet av motorvägen begränsades floden på båda sidor av trafikleder. På så sätt försvann alla relationer mellan medborgarna och flodområdet och den kanaliserade kanalen blev helt isolerad, otillgänglig och osynlig, i mitten av motorvägen. Motorvägen utgjorde en ogenomtränglig och aggressiv barriär som också skapade höga nivåer av föroreningar. Likaså försvann de gångbroar som hade byggts samtidigt som kanaliseringen, och upphävde den historiska kopplingen mellan Campo del Moro och Casa de Campo.

### Förläggning av M-30 under jord

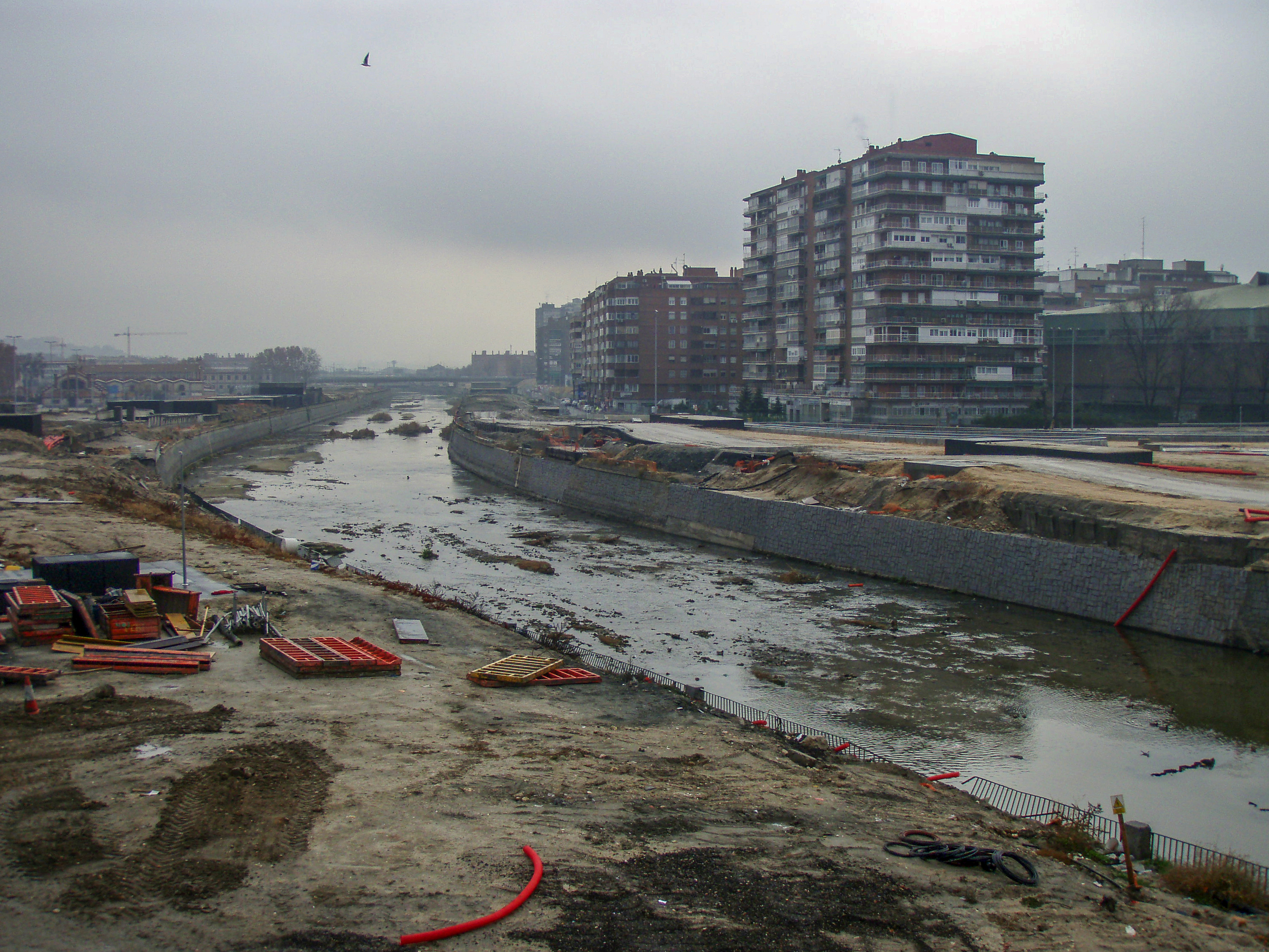
Arbeten vid flodens strand.

Mellan 2003 och 2007 påbörjades arbetet med att förlägga den västra bågen av M-30 under jord i området kring floden, ett arbete som gjorde det möjligt att eliminera trafik på markytan. Därvid befriades mer än femtio hektar av flodstranden, som varit upptagen av vägar sedan 1970-talet. Till detta område kom ytterligare nästan hundra hektar outnyttjad mark i anslutning till motorvägen.
Efter byggandet av tunnlarna uppstod ett tomt sår bildat av ett radband av outnyttjad mark, som gav möjlighet att bilda en miljökorridor på nästan tre tusen hektar inom det kommunala området, som sträcker sig från El Pardo till Getafe och förbinder viktiga grönområden som Casa de Campo, Arganzuela Park eller Manzanares Linear Park.
Fördelarna med att begrava den gamla motorvägen har inte bara lett till förbättring av vissa aspekter av rörlighet i staden, inte bara till lokal rehabilitering av stadsdelar, utan har fått en större dimension som en park som har återverkningar på relationerna mellan stad och land. Den stora betydelsen för staden av de utrymmen som frigjordes till följd av nedgrävningen av M-30 ledde till att Madrids kommunfullmäktige utlyste en internationell idétävling för att utforma och projektera de nya fria utrymmena i området runt floden. 
Tävlingen vanns av ett arkitektteam lett av Ginés Garrido och bildades av Burgos & Garrido Arquitectos, Porras & La Casta och Rubio & Álvarez-Sala och West 8, med lösningen för byggandet av en stadspark med mer än 120 hektar, som utgör det område som frigjorts genom nedgrävningen av motorvägen. En början av projektet var att till fullo förstå flodområdets geografiska kvaliteter. Territoriets egenskaper och mångfalden av dess naturliga element utgör en uppsättning nycklar som har stött många av idéerna i projektet.
Strategin för projektet är baserad på övertygelsen att det genom floden är möjligt att förbinda staden med territorierna norr och söder om Madrid. Floden blir en dörr eller länk mellan den urbana interiören och den territoriella exteriören och genom dess stränder etableras kontinuitet och permeabilitet, fram till idag utplånad av de på varandra följande koncentriska ringlederna, M-30, M -40, M-45, M-50 som var resultatet av att de mobilitetsmodeller som var typiska för mitten1900-talet.

### Landskaps- och urbaniseringsarbete
År 2005 sammankallade Madrids kommunfullmäktige i Partido Popular en internationell idétävling i syfte att återställa Manzanares stränder när de passerar Madrid. Projektet måste förbinda stadens distrikt och stadsdelar som är åtskilda av motorvägen, med andra infrastrukturer som den gröna cykelringen, Matadero Madrid, Casa de Campo, Mercado de Frutas, såväl som befintliga kulturarv längs floden, till exempel Virgen del Puertos eremitage, Toledobron och Segoviabron. Det skulle också bedömas om projektet övervägt kopplingen mellan flodens delar och stadens yttre territorium.
I storstadsskala är korridoren som sträcker sig längs flodkanterna när den passerar genom staden inkorporerad som en del av GR-124 i Network of European Footpaths från Manzanares el Real till Aranjuez.
De utvalda växtarter har valts efter studier av flodbassängen och dess anpassning, i varje enskilt fall, till den specifika stadsmiljön. 

### Återställande av naturmiljöer
År 2015 föreslog föreningen Ekologer i aktion en plan för återställande av naturen vid floden när den passerar genom staden. Detta bestod i att ta bort  dammarnas barriärer så att floden kan rinna fritt utan att vara uppdämd. Vattennivån reducerades, öar av sediment skapades, flodvegetation dök upp och med den faunan i denna typ av ekosystem. Även i denna del av staden kunde exemplar ses av  utter. Beslutet att ta bort fördämningarna utvidgades till slut till hela sektionen, vilket tvingade till stängning av Madrid Ríos kommunala roddskola, som behövde det uppdämda vattnet för att träna.

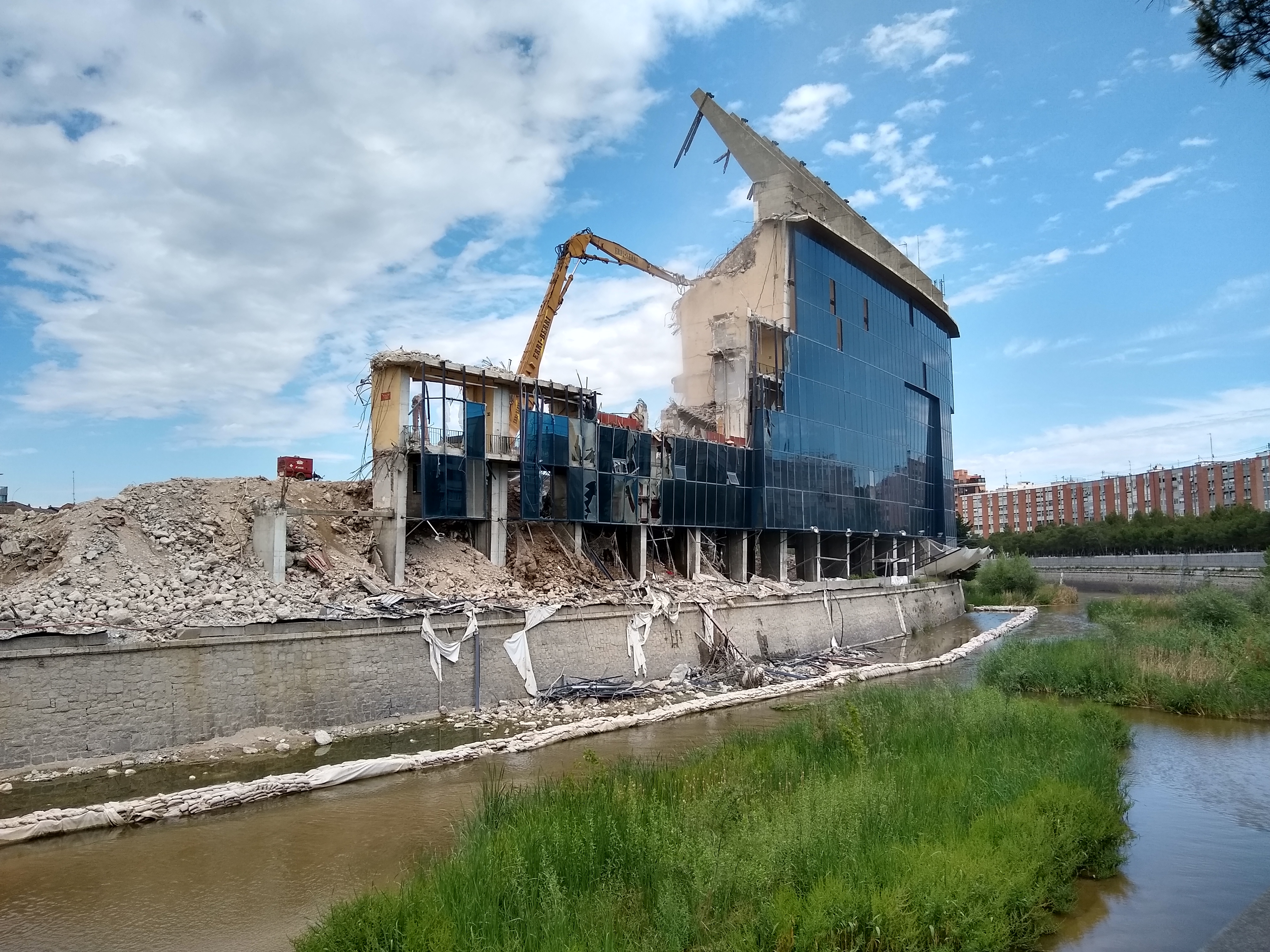
Rivning av Vicente Calderón.

### Rivning av Calderon
Sänkningen av M-30 utfördes inte från början när den passerade Vicente Calderón-stadion, eftersom ringvägen passerade precis nedanför den och uppvisade tekniska svårigheter. Så denna sektion förblev på ytan tills Atlético de Madrid hade flyttat till Metropolitan Stadium, Calderón revs och nedgrävning kunde påbörjas.
Den 13 februari 2019 stängdes den och inhägnades. Rivningen av stadion ägde rum mellan 20 mars 2019 och 6 juli 2020. Rivningen väckte kritik för skräpet som fallit i floden och misslyckandet med att separera och återvinna de olika materialen.
I september 2021 tillkännagavs starten av arbetet för att täcka den del av M-30 som passerade genom Vicente Calderón. Enligt vad som rapporterats kommer arbetet med att bygga den struktur som gör det möjligt att integrera den tidigare nämnda delen av Madrids ringväg i det befintliga tunnelsystemet att pågå fram till de första månaderna av 2023.

## Landskapsenheter

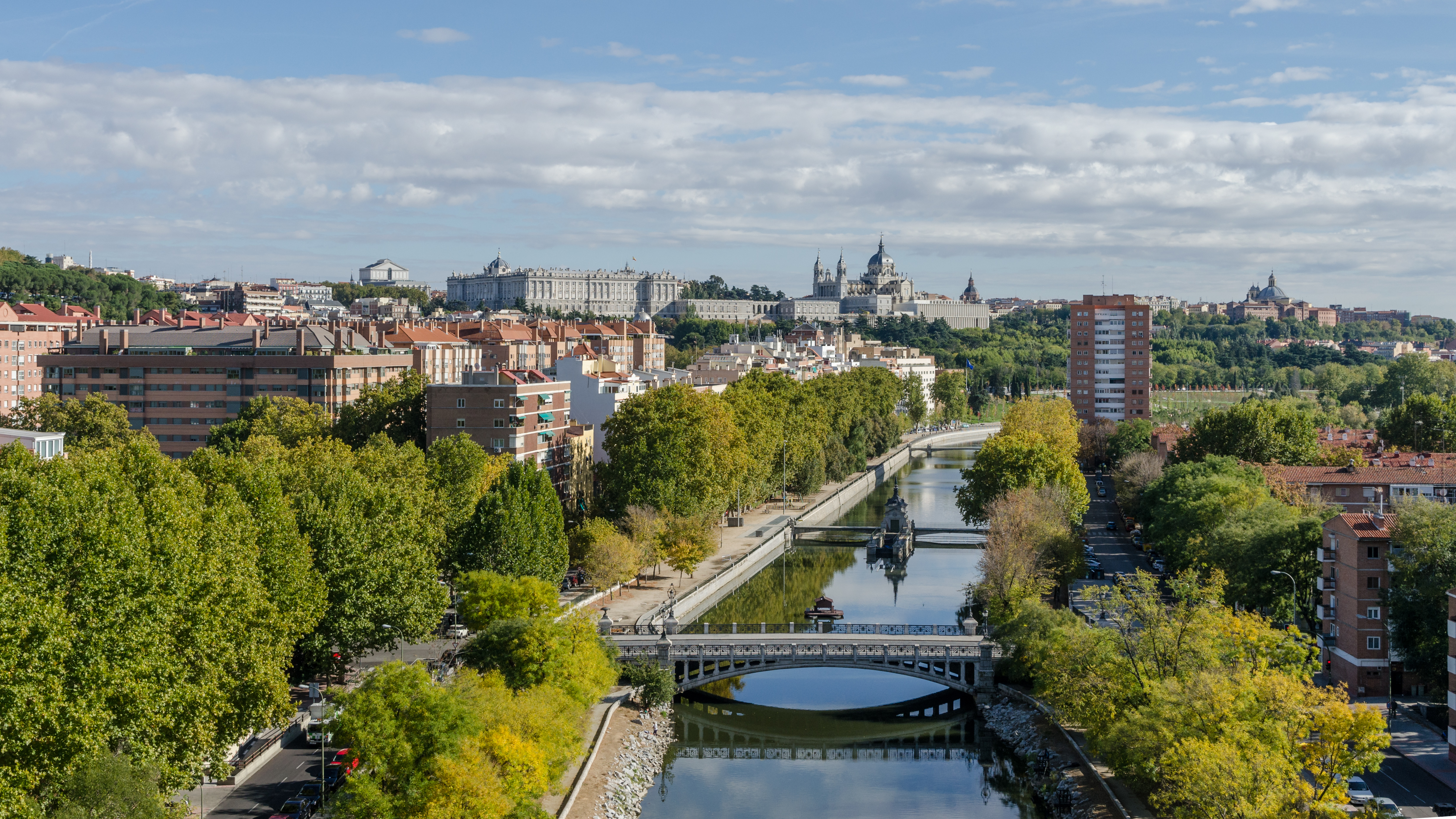
Det kungliga palatset, La Almudena och floden Manzanares sett från linbanan.

### Den monumentala scenen
Kopplingen mellan Madrids historiska centrum och distriktet Latina och Casa de Campo har alltid varit svårt för fotgängare på grund av den abrupta brant som ligger intill floden Manzanares, till vilken senare M-30 lades till. Den nya förbindelsen, som nu är möjlig på grund av att bilarna försvunnit under jord, har lösts med olika ingrepp som bevarar det monumentala och panoramakaraktären i detta område, där den upphöjda sockeln för Kungliga slottet, den ursprungliga platsen för stades födelse, får kontakt med floden.

### El Salón de Pinos

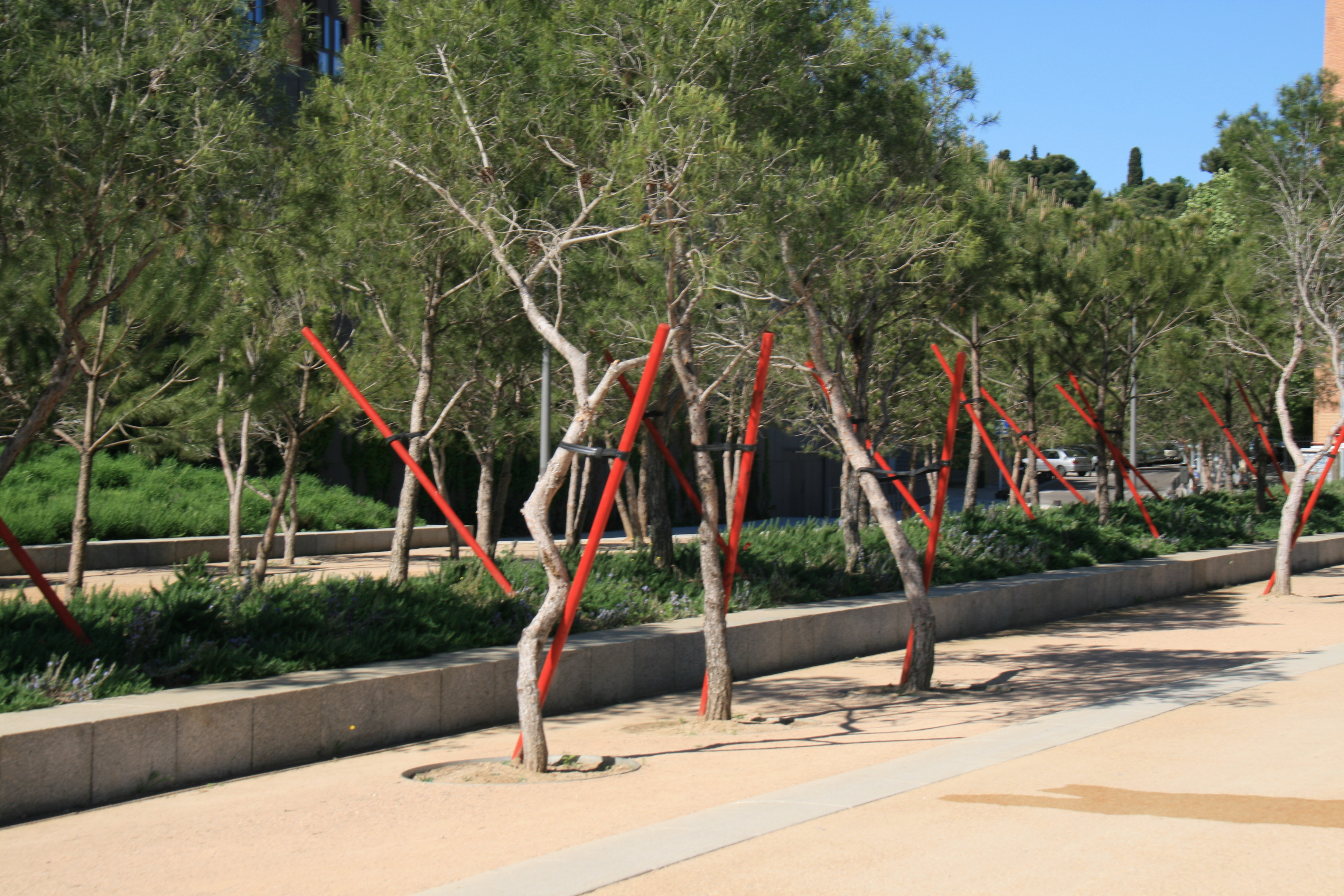
Salón de Pinos.

Den långsträckta utformningen av Salón de Pinos är det element som ger kontinuitet av gångvägarna längs flodens högra strand. Den är byggd nästan helt på tunnlarna och har en genomsnittlig bredd på tjugofem meter. Mer än 9 000 träd av olika arter av tallar, av olika storlekar, former och grupperingar har planterats på betongplattan som täcker biltunneln för att ge ett intryck av naturskog. Exemplaren har valts i bergssluttningar norr om Madrid, i områden där det finns möjlighet att hitta växter med naturliga former (icke-linjära stammar, dubbla stammar, lutande stammar etc.) En kontrollerad förlängning av bergskedjans tallskogar i norr kan därmed skapas som verkar sträcka sig till utkanten av staden. Träden har förankrats i tunnlarnas platta med hjälp av stålkablar och biologiskt nedbrytbara flänsar, för att förbättra deras stabilitet och tillväxten av deras rötter horisontellt på det tillgängliga markpaketet. För att skydda tunneln från inträngande vatten och växtrötter har ett skyddande skikt av totalt fjorton olika lager utformats (betong, geotextiler av olika utformning, impermeabla färgskikt, metallnät etc).

## Nya broar

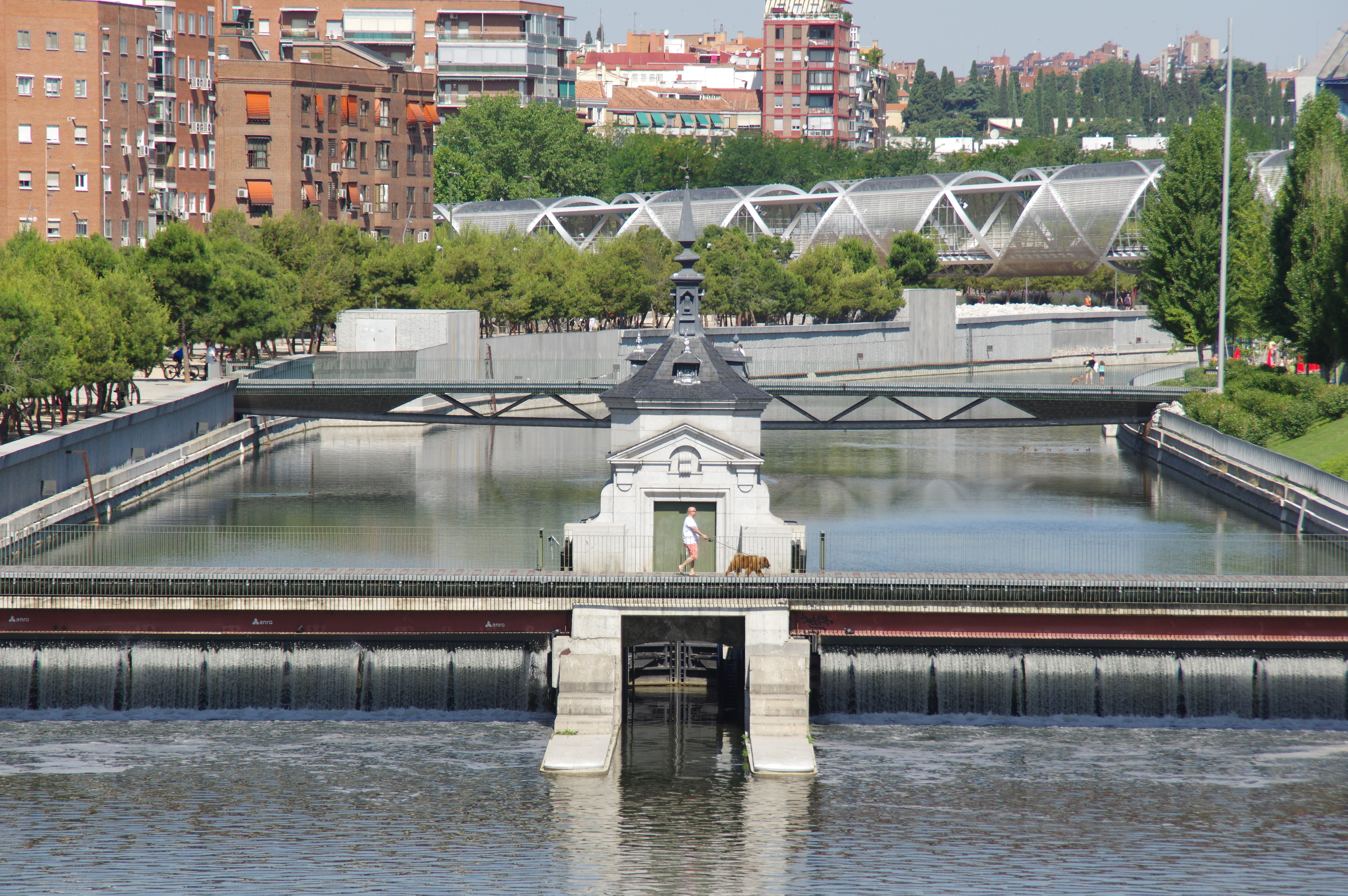
Damm nr 8, till vilken en gångbro har införlivats för att korsa floden Manzanares.

Uppförande av broar över Manzanares är en del av ett omfattande korskopplingssystem enligt förhållandet mellan staden och floden. Enheterna i denna uppsättning är av olika karaktär: rehabiliterade eller återvunna broar och dammar, befintliga broar anpassade till det nya cykel- och gångtrafiksystemet, enstaka broar som utgör stödpunkter längs flodens sträckning, funktionella spångar placerade i noderna för maximal tvärgående förbindelse och broar med långa spann som förbinder parkens vägar med områdena utanför staden i norr och söder.
Bland de befintliga broarna utmärker sig de sju dammarna, som har omvandlats till gångförbindelser genom omfattande restaurering och kompletterats med ett trädäck. Vägbron som korsade floden söder om Segoviabron, har omvandlats till en gång- och cykelbro som innehåller en sluttning planterad med tallar. Bland de unika broarna är det värt att nämna den Y-formade bron byggd med metallprofillådor, som påminner om 1800-talets järnvägsbroar och de dubbla betongbroarna som ger tillgång till Mataderokomplexet.

### Almuñécar gångbro

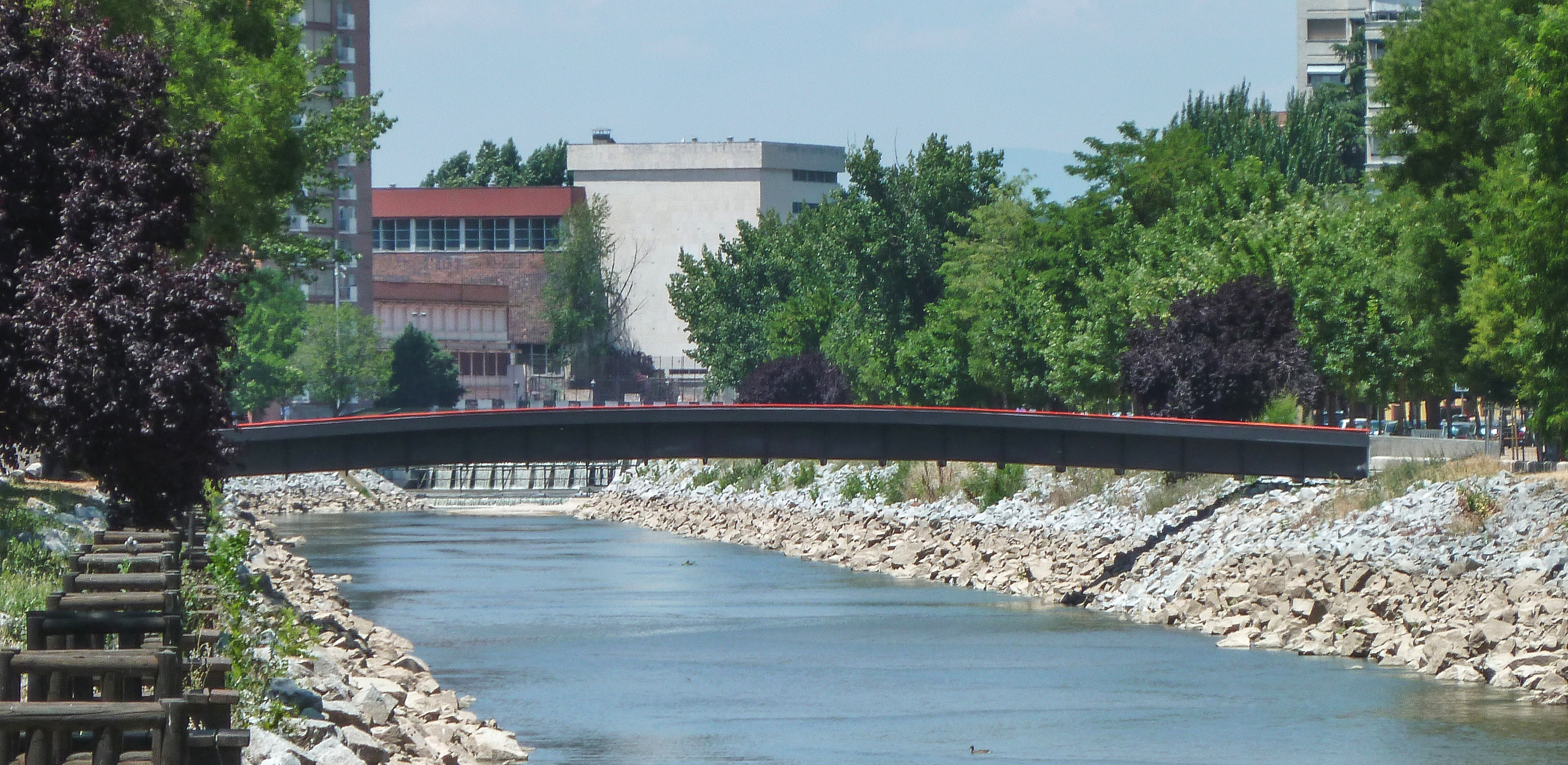
Almuñécar gångbro.

Tillverkad av ett enda stycke kolfiber, för att täcka ett brospann på drygt 40 meter. Den ligger på den enda delen av flodbädden som saknar grundläggning av betong. Egenskaperna hos det valda materialet gör bron extremt lätt och motståndskraftig.

### Dammrestaurering
De sju dammar som reglerar floden när den passerar genom staden har restaurerats och ställts till tjänst för det nya systemet av tvärgående passager. Dess mekanismer och lås har reparerats och en träskiva och en fisktrappa har införlivats för att gynna kontinuiteten hos undervattensfaunan längs floden. De tar emot vattnet i Manzanares efter att ha passerat genom Santillanareservoaren, i Manzanares el Real, och El Pardoreservoaren. De är numrerade från 3 till 9. Inledningsvis övervägde projektet för återställande av miljön för Manzanares att, när den passerar genom Madrid Río, öppna alla dammar, utom den sista, för att skapa förutsättningar som skulle göra träningen av Madrid Río roddskola möjlig, men slutligen, i motsats till vad man överenskom till en början och på grund av pressen från de omgivande grannarna beslöt man att även öppna den senare så att ån skulle rinna fritt.

### Bron Principado de Andorra

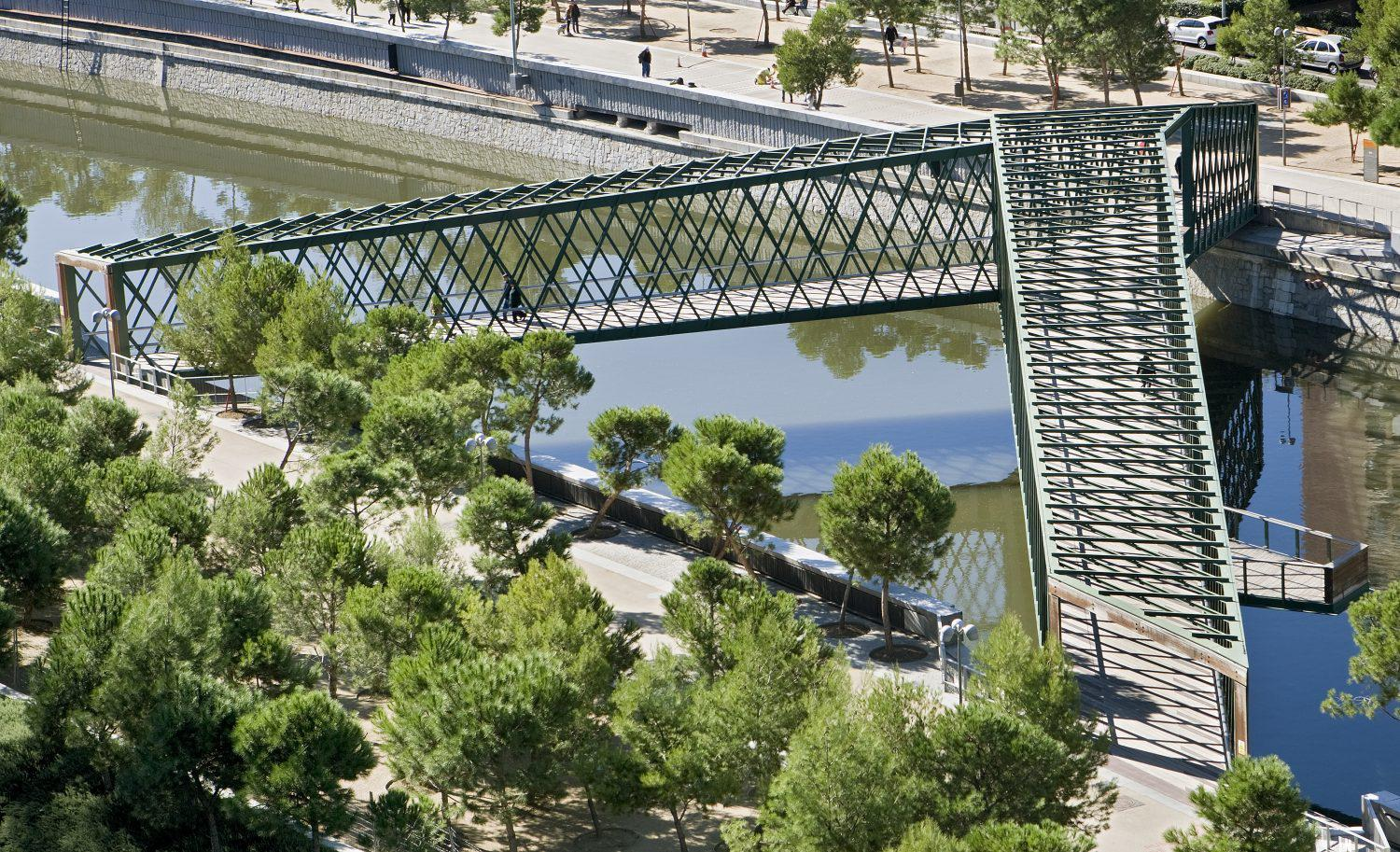
Bron Principado de Andorra.

Det är en av projektets nya säregna broar. Den är byggd av burar av öppna profiler, med något arkaiskt uttryck, som tar som referens järnvägarna som byggdes i Europa och USA i slutet av 1800-talet. Tidigare känd som Puente Y, ändrades namnet i juli 2019 till det nuvarande Furstendömet Andorra, för att tacka Andorras regering för byggandet av Madridbron i Andorra la Vieja. Bron valdes att döpas till Andorras furstendöme eftersom den också representerar Andorras geografi: det pyreniska landet består av två dalar, Valira del Norte och Valira de Oriente, som sammanstrålar i Escaldes-Engordany och blir bara en, med namnet Valira. Detta arrangemang av dalarna och deras floder liknar ett Y.

### Monumental bro Arganzuela

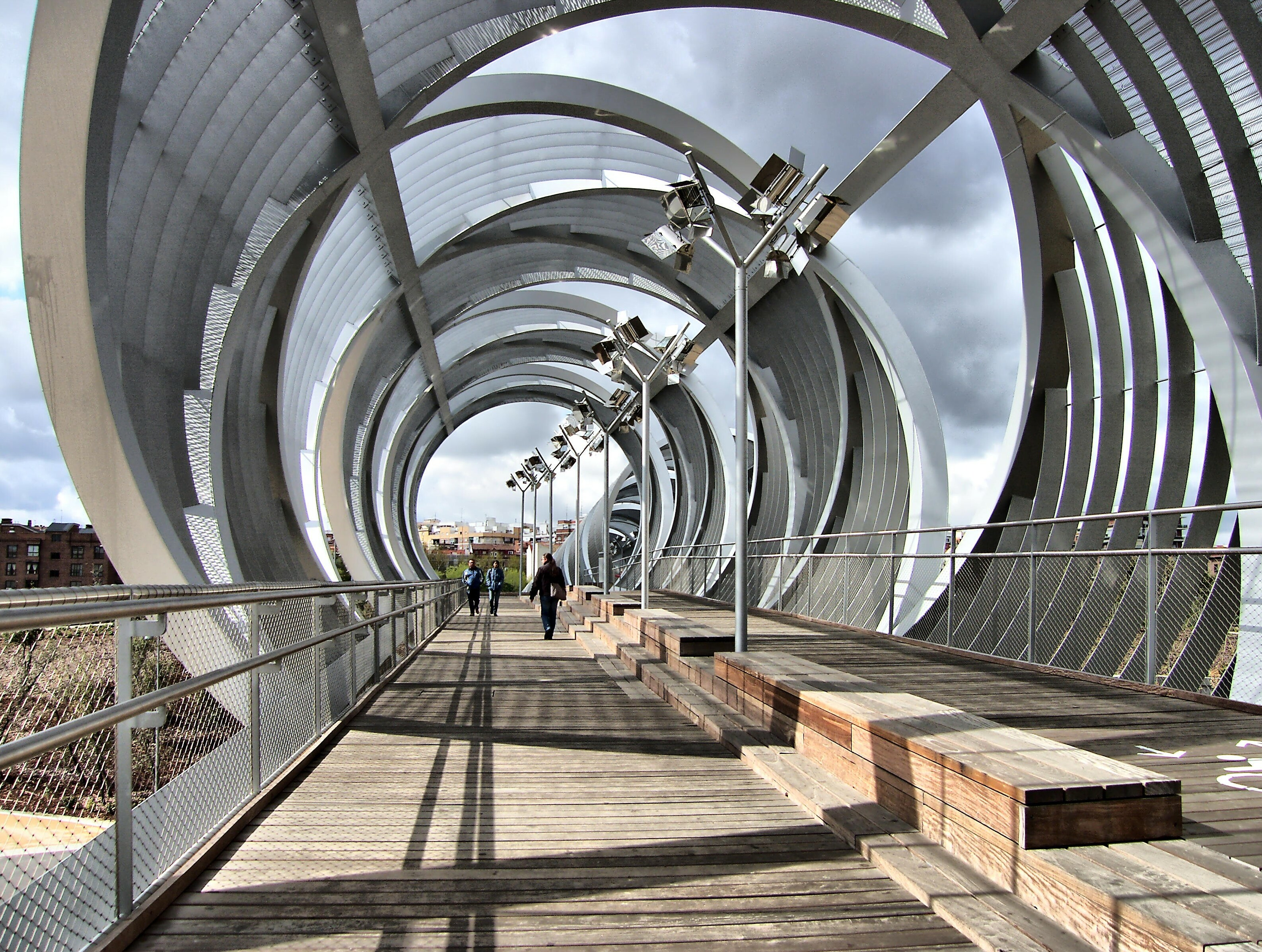
Arganzuelabron.

Bron består av två sektioner förbundna via en konstgjord kulle som ligger på norra sidan av floden. Den södra delen är 150 meter lång och korsar floden Manzanares vinkelrätt, och förbinder den centrala kullen med området som ligger mellan Avenida del Manzanares och Calle Antonio López. Den norra delen, 128 meter lång, leder till Arganzuelaparken och förenar kullen med Paseo de Yeserías. Bredvid den monumentala bron, kanske den mest kända i Madrid Río, ligger spången Arganzuela, som ofta förväxlas med bron. 

### Strandgångvägen
För urbaniseringen av detta område utlyste Madrids kommunfullmäktige 2005 en idétävling för barn, med deltagande av 3 525 barn från hela staden. Förslaget om en "strand" visade sig vara vinnaren. Det är den enda urbana fontänen i hela Madrid där bad är tillåtet. Den ligger bredvid den monumentala bron Arganzuela och består av tre inhägnader med en yta på 6 500 och 300 träd, som sträcker sig över 270 meter längs flodstranden, där vattenstrålar och sprutstrålar finns för medborgarna på sommaren. Vattnet är speciellt behandlat för denna användning och är vanligtvis öppet från juni till september.

### Skalbroar

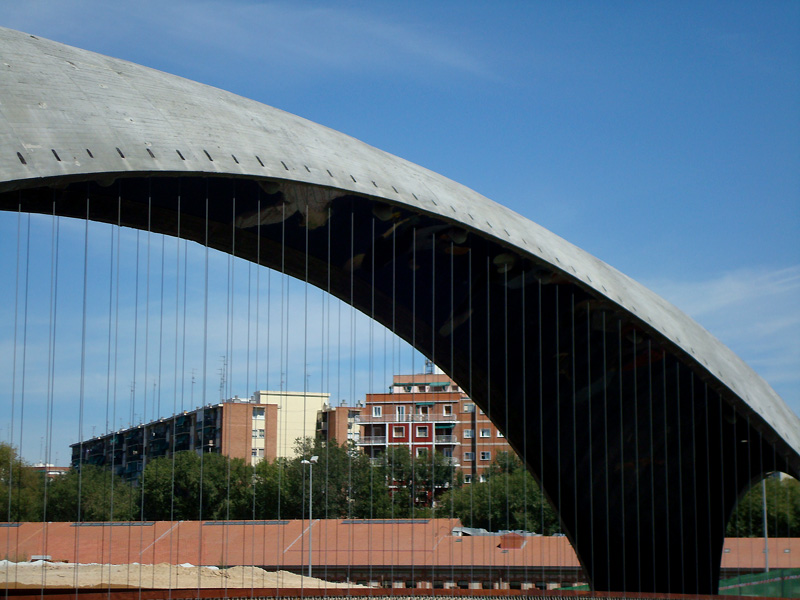
Matadero skalbro.

Det är två tvillingbroar utförda i 15 cm skiva av betong som bildar en yta med dubbel krökning, från vilken däcket hänger med 136 stålvajrar, 8,5 meter i ändarna och 4,5 meter i mitten. De är tänkta som två paviljonger som kan nås för att korsa floden. Dess valv har dekorerats med mosaiker skapade av konstnären Daniel Canogar, där 50 invånare i området porträtteras, bland de 150 som frivilligt anmälde sig. Det finns en bredvid Arganzuelas växthus och en annan bredvid Matadero kulturcenter.

## Informationscenter
I februari 2020 invigde Madrids borgmästare, José Luis Martínez-Almeida, Madrid Río informationscenter där parkens historiska, kulturella och miljömässiga värden görs kända och främjas. Den ligger på Paseo de la Chopera och den permanenta utställningen kan besökas på helger och helgdagar från 9:00 till 14:00. Den har tre grundläggande element: floden Manzanares som en skapande del för staden Madrid, byggandet av parken och livet i den, med betoning på dess attraktioner, bevarande och underhåll.